# Auskultator
Der Auskultator (lateinisch für Zuhörer, von lateinisch auscultare – (eifrig) zuhören, (ab)horchen; siehe auch Auskultation) war die Bezeichnung für die unbezahlte erste gerichtliche Ausbildungsstufe für Juristen nach der Universität. Im süddeutschen Raum wurde manchmal auch „Auskulator“ geschrieben, vor allem österreichisch auch „Auskultant“.

## Königreich Preußen
Der Auskultator war im Königreich Preußen die erste Stufe der dreistufigen Ausbildung bei der Justiz nach der Universität. Nach einer Auskultatorprüfung (examen pro auscultatura) wurde der Kandidat als Auskultator zum Bürodienst in der Justizverwaltung zugelassen. Am Ende der ersten Ausbildungsstufe stand das Referendarsexamen, um als Gerichtsreferendar zugelassen zu werden. Der Auskultator wurde nicht besoldet.
Der Auskultator wurde während der Verwaltungsreformen der 1720er Jahre in Verbund mit den Kriegs- und Domänenkammern gegründet, 1869 mit dem Gesetz über die juristischen Prüfungen und die Vorbereitung zum höheren Justizdienst vom 6. Mai 1869 abgeschafft und mit dem Gerichtsreferendariat verschmolzen. Das Gesetz änderte die Bestimmungen der §§ 1ff. Titel IV, Teil III der Allgemeinen Gerichtsordnung für die Preußischen Staaten.